# Померанцев, Алексей Александрович
Алексе́й Алекса́ндрович Помера́нцев (18 сентября 1896 — 21 марта 1979) — российский революционер, советский учёный-теплофизик, доктор физико-математических наук (1940), профессор (1953). Специалист в области гидроаэродинамики и термоупругости.

## Биография
Алексей Померанцев родился 18 сентября 1896 года в Москве в семье главного санитарного врача Замоскворечья Александра Семёновича Померанцева и Анны Константиновны Василевой, происходившей из семьи потомственных курских дворян. В 1908 году родители разошлись. Анна Константиновна вскоре вышла замуж за Петра Алексеевича Баранова и переехала к нему вместе с детьми.
Учился в Медведниковской гимназии. В 1915 году поступил на физико-математическое отделение Московского университета. В связи с Первой мировой войной вышел указ о досрочном призыве студентов. Исключения делались только для студентов медицинского факультета, поэтому после уговоров матери Алексей сменил факультет, но продолжал посещать лекции на физико-математическом отделении. В университете Померанцев заинтересовался философией и социологией, читал марксистскую литературу.
В 1916 году добровольно приостановил учёбу, после чего был направлен во 2-ю школу прапорщиков. После окончания обучения в школе был назначен ротным командиром 193-го запасного пехотного полка, расквартированного в Хамовнических казармах. В сентябре 1917 года вышел приказ о расформировании 193-го полка, но солдаты решили сформировать военно-революционный комитет, председателем которого единогласно избрали Померанцева. Он принимал активное участие в Октябрьском вооружённом восстании. Командовал отрядом в ходе боёв против юнкеров в районе Смоленской улицы, на Пречистенке и Арбате. 193-й полк под командованием Померанцева занял Провиантские склады на Крымской площади и совместно с красногвардейцами из Дорогомилова захватил Брянский вокзал. В ходе боёв в районе Остоженки в Троицком переулке получил тяжёлое ранение в ногу. Выписался из больницы только весной 1918 года.
К началу 1920-х годов происходившие в стране события стали расходиться со взглядами Померанцева, и он принял решение оставить революционную и общественно-политическую деятельность. В 1922 году он вновь поступил в Московский университет. Там он познакомился со своей будущей женой, Еленой Николаевной Ильинской. В 1925 году окончил физико-математический факультет и начал научную и педагогическую деятельность. В 1926—1932 годах работал в Государственном исследовательском нефтяном институте. В 1927 г. приглашен профессором Л. С. Лейбензоном и Н. Н. Бухгольцем в 1-й МГУ для ведения занятий со студентами по теоретической механике и гидравлике в качестве сверхштатного ассистента и утвержден Правлением Ун-та 3 мая 1928 г. В 1928 г. приглашен проф. А. В. Зотовым во 2-й МГУ для ведения занятий по общей механике на химфаке в качестве ассистента и работал до осени 1930 г. С 1930 г. работал на кафедре теоретической механики Московского нефтяного института им. И. М. Губкина (в феврале 1934 г. Квалификационной комиссией ГУУЗ НКТП СССР утвержден в звании доцента кафедры). С 1932 года работал на кафедре молекулярной физики физического факультета МГУ. Занимался газо- и гидродинамикой, преподавал, публиковал лекции и защитил докторскую диссертацию.
Умер в Москве 21 марта 1979 года после тяжёлой продолжительной болезни (лейкемия). Похоронен в некрополе Донского монастыря в фамильном склепе. За семейной могилой (с надписью: "Померанцевы Н. С., К. Я., Д. С., М. Н., А. А., Г. Е., Н. Н.") вплоть до своей смерти ухаживала дочь учёного, Наталия (1933—2014), известный египтолог. В 2015 году семейное надгробие Померанцевых было радикально обновлено с расшифровкой инициалов, но только для пяти личностей из семи, указанных на старом памятнике. В результате изъятыми из памяти сохраняемого исторического некрополя оказались  Алексей Александрович Померанцев и его дядя, врач Дмитрий Семёнович Померанцев, скромно обозначенные на старом надгробии инициалами А.А. и Д.С. 

## Память
Алексей Померанцев получил серьёзное ранение в ходе Октябрьского вооружённого восстания, но по случайности в полковых документах он значился погибшим. Когда в 1922 году в Москве было решено переименовать ряд улиц в честь героев октябрьских боёв, имя Померанцева получил Троицкий переулок, где он получил ранение. Как писали справочники того времени, «переулок назван в память командира 193-го пехотного полка прапорщика Померанцева, погибшего здесь, на Остоженских позициях». Сам Померанцев об этом долгое время не подозревал. Правда выяснилась только во время подготовки к празднованию 40-летия Октябрьской революции. Случайно узнав от сослуживцев (А. И. Леонтьева) о публикации о нём в газете и прочитав статью о геройски погибшем прапорщике Померанцеве, Алексей Александрович связался с редакцией и рассказал, как всё было на самом деле. После этого в газете была напечатана новая статья о нём. По решению правительства Померанцев в 1957 году был награждён Орденом Боевого Красного Знамени за участие в боях за установление Советской власти. 
Плодотворная научная и преподавательская деятельность А.А. Померанцева была отмечена в 1953 году награждением его орденом Ленина  .

## Сочинения
- Померанцев А. А. Курс лекций по теории тепло-массообмена. М.: Высшая школа. 1965, 351 с.
- Померанцев А. А. Термические напряжения в телах вращения произвольной формы. М.: Изд-во МГУ. 1967, 104 с.
- Pomerantsev A. A. Thermal stresses in solid of revolution of arbitrary shape / (Edit. by E. Goldberg). New York. Gordon&Breach. 1970, 100 р.
- Померанцев А. А. Физическая газодинамика. Методическая разработка курса лекций. Ротапринтное издание. М.: ЛФОП физ. фак-та МГУ. 1971. — 248 с.
- Померанцев А. А. Физические начала тепло-массообмена и газовой динами-ки. М.: Энергия. 1977, 235 с.
- Померанцев А. А. Избранные труды. / ред. А. А. Предводителева М.: Изд-во Моск. ун-та. 1981, 224 с.